# Storö-Bockö-Lökaö naturreservat
Storö-Bockö-Lökaö naturreservat är ett av de större naturreservaten i den yttre delen av Stockholms mellersta skärgård. Reservatet som ligger cirka 5 M öster om Möja, omfattar de större öarna Storö, Bockö och Lökaö och ett stort antal mindre öar med många långa vikar och sund som gör det lätt att hitta sin egen skyddade natthamn, däribland vid Tistronskären, Roskär, Skarpö, Ådskär, Tvikobben, Vånskäret, Brunskäret, Hopskäret, Gjusskären, Inner Sillö, Ytter Sillö, Björkkobben, Äggekobb m. fl. Reservatet är en del av Möjaskärgården.

## Allmänt
På många av öarna finns gamla fiskestugor och mindre fritidshus som uppfördes i början av 1900-talet innan området blev klassat som naturreservat och som ägs av privatpersoner, varför temporära besökare uppmanas ta hänsyn till privatbebyggelsen och inte angöra och tälta i närheten av dessa stugor utan fastighetsägarens medgivande. 
Många av fritidshusen hyrs ut veckovis ut under sommarsäsongen. Närheten till Möja med tillgång till livsmedel, bränsle och annan service gör att reservatet också är populärt bland fritidsbåtsägare som basstation för vidare utflykter i den yttre skärgården.
Många av öarna i reservatet har fått sina namn efter Möjas olika byar (Lökaön, Ramsmoraön m. fl.), eftersom öarna förvaltades som utmark av respektive by.

## Natur
Efter att öarna under flera hundra år använts som utmark av Möjas byar - för jakt, äggtäkt och framför allt bete, övergavs de som sådan under 1960-talet. Detta ledde till att betestrycket på öarna upphörde, och reservatet växte till stora delar igen.
Från början av 1970-talet började öarna täckas av en mycket tät och svårforcerad snårskog, vilket ledde till att besökare ofta var hänvisade till öarnas stränder och inte kunde ta sig längre in på öarna.
Under 1990-talet uppmärksammades den kraftiga igenväxningen, och Skärgårdsstiftelsen började bedriva bete i mindre skala på norra Granholmen.
Under 00-talet utökades betet genom företaget Ö-märkt, som på gammalt vis började hålla betesdjur på Möjaskärgårdens öar under sommaren. Det finns förhoppningar om att öarnas betade och hedliknande natur kan återställas på sikt.

## Förvaltare
Reservatet förvaltas av Skärgårdsstiftelsen.

### Webbkällor
- Möjaskärgården Skärgårdsstiftelsen
- Möja-Björndalen Skärgårdsstiftelsen